# Acaroletes tetranychi
Acaroletes tetranychi är en tvåvingeart som först beskrevs av Jean-Jacques Kieffer 1908.  Acaroletes tetranychi ingår i släktet Acaroletes och familjen gallmyggor. Inga underarter finns listade i Catalogue of Life.